# 梅禮仁
梅禮仁（英語：Stephen Campbell Mullighan），現任南澳州眾議局議員。於2014至2018年工黨執政期間，曾任運輸基建司、房屋及城市規劃司。2022年工黨再次上臺，他隨之獲任庫務司。

## 議員生涯
梅禮仁自2014年起，在利選區（Lee）當選為眾議局議員。梅禮仁的政治取向與工黨一樣。

### 過去官職
梅禮仁在2014年3月加入內閣，至2018年政黨輪替前，曾出任以下職位：
- 運輸基建司
- 房屋及城市規劃司
- 首席助理規劃司
- 首席助理房屋及城市規劃司

## 外部連結
- 南澳州議會：履歷
- 工黨：履歷 （页面存档备份，存于）